# Subisotoma gisini
Subisotoma gisini is een springstaartensoort uit de familie van de Isotomidae. De wetenschappelijke naam van de soort is voor het eerst geldig gepubliceerd in 1964 door da Gama.